# Dolmen auf dem Dösabacken
Die Dolmen auf dem Dösabacken (deutsch „Dolmenhügel“) liegen westlich des Nybodalsvägen an einer Verbindungsstraße zwischen den Dörfern Viby und Fjälkinge östlich von Kristianstad in der südschwedischen Provinz Skåne län und der historischen Provinz Schonen. 

## Der Stenadans
Der Stenadans (deutsch „Steintanz“) und der 100 m entfernte Viby-Dolmen wurden zwischen 3500 und 2800 v. Chr. von den Trägern der Trichterbecherkultur (TBK) errichtet. Neolithische Monumente sind Ausdruck der Kultur und Ideologie neolithischer Gesellschaften. Ihre Entstehung und Funktion gelten als Kennzeichen der sozialen Entwicklung.
Der Langdolmen „Stenadans“ (auch „Gustav Adolf 2“ genannt) liegt auf einem flachen Hügel. Von der Kammer selbst ist nur ein Deckstein zu sehen, der Rest der unausgegrabenen Megalithanlage ist noch im Hügel verborgen. Von der Einfassung sind noch 16 aufgerichtete Steine vorhanden. 

## Der Viby-Dolmen
Der kleine „Viby-Dolmen“, (schwedisch Viby-Dös) dem lediglich der Schwellenstein an der Eintrittsseite fehlt, wurde 1975 restauriert. Dabei wurden die Knochen von mindestens zwei Personen, das Fragment einer Knochennadel sowie zerscherbte Keramik gefunden.